# Бекас (ружьё)
Бекас — серия гладкоствольных помповых ружей классической компоновки, производства завода «Молот».

## История
Изначально ружьё «Бекас» было разработано под 16 калибр. Первая модель — «Бекас-16» появилась в продаже в 1997 году. К 1999 году были произведены некоторые доработки, в частности изменилась конструкция лотка подавателя и предохранителя, была разработана модель «Бекас-12» под патроны 12 калибра.
В ружьях серии «Бекас» применяется так называемая «помповая» перезарядка — ручная перезарядка с продольно скользящим цевьём. Характерной особенностью ружей семейства «Бекас» является модульность их конструкции.
По желанию заказчика ружьё может комплектоваться 1 или 2 сменными стволами, в комплекте могут идти пистолетная рукоятка и приклад. Наличие сменных компонентов позволяет владельцу оружия гибко настраивать ружьё под свои потребности. Установка короткого ствола и пистолетной рукояти делает Бекас достаточно удобным оружием самообороны, использование длинного ствола и приклада позволяет успешно охотиться на разнообразную дичь. 
Эксплуатация оружия допускается в температурном диапазоне от −30 до +50 градусов Цельсия.

## Конструкция
Гладкоствольное ружьё с помповой перезарядкой, ствольной коробкой, выполненной из алюминиевого сплава, деревянной фурнитурой (ложе, цевьё, приклад), сменным стволом и предохранителем в виде поперечной кнопки в основании спусковой скобы. Подача патронов осуществляется ручной перезарядкой из подствольного трубчатого магазина, стандартной ёмкостью — 6 патронов.

## Варианты
Были разработаны две модификации ружья: «Бекас» и «Бекас М», и каждая выпускалась в нескольких вариантах исполнения:
| Версия | Наличие двух стволов в комплекте | Длина стволов | Приклад | Пистолетная рукоятка |
| ------ | -------------------------------- | ------------- | ------- | -------------------- |
| 00     |                                  | 680 мм        | +       |                      |
| 01     |                                  | 535 мм        | +       |                      |
| 02     |                                  | 720 мм        | +       |                      |
| 03     |                                  | 750 мм        | +       |                      |
| 04     |                                  | 535 мм        |         | +                    |
| 05     | +                                | 680 мм/535 мм | +       | +                    |
| 06     | +                                | 720 мм/535 мм | +       | +                    |
| 07     | +                                | 750 мм/535 мм | +       | +                    |
| 08     | +                                | 750 мм/680 мм | +       | +                    |

В дальнейшем, на основе конструкции ружья было создано самозарядное ружьё «Бекас Авто».

## Страны — эксплуатанты
- Беларусь — модель «Бекас-12М» сертифицирована в качестве гражданского охотничьего оружия[5]
- Россия — ружья сертифицированы в качестве гражданского оружия, в период с 14 августа 1992 года[6] до 1 марта 2006 года[7] были разрешены к использованию в качестве служебного оружия частными охранными структурами[8]. В дальнейшем, ружьё было вновь сертифицировано в качестве служебного оружия и разрешено к использованию в учебных центрах по подготовке, повышению квалификации и проверке навыков сотрудников частных охранных структур[9]
- Кыргызстан — «Бекас-М» сертифицировано как охотничье ружьё.